# Ohlininstitutet
Ohlininstitutet eller Bertil Ohlininstitutet är en svensk liberal stiftelse grundad 1993. Den är uppkallad efter förre folkpartiledaren Bertil Ohlin och finansieras av ägarstiftelser inom den liberala pressen, bland annat stiftelsen Pressorganisation och Nya Stiftelsen Gefle Dagblad och Upsala Nya Tidnings ägarstiftelse. Stiftelsen är en av grundarna av tankesmedjan Fores.[källa behövs]